# 40-es busz (Budapest)
A budapesti 40-es jelzésű autóbusz Kelenföld vasútállomás és a Budaörsi lakótelep között közlekedik a Gimnázium érintésével. A vonalon a budapesti bérletek a Kelenföld vasútállomás és a Felsőhatár utca között, a budaörsi bérletek a Budaörsi lakótelep és a Gazdagréti út között, a környéki kiegészítő bérletetek pedig a Budaörsi lakótelep és a Felsőhatár utca között érvényesek. A viszonylatot a MÁV Személyszállítási Zrt. üzemelteti.
Tanítási időszakban munkanapokon 6:30–9:00, illetve 14:00–18:30 között minden ajtó felszállásra igénybe vehető.

## Járművek
Az első ajtós felszállási rend bevezetése óta (2009. július 1.) a viszonylaton Alfa Localo (később Volvo 8500) és MAN SL 223 típusú autóbusz közlekedett. A járműveket a BKK egyik szolgáltatója, a VT-Arriva állította ki. Korábban a BKV Zrt. biztosította a vonalat Ikarus 412 típusú autóbuszaival (érdekesség: a kijelzőjük a járatszámot inverz kijelzéssel írták ki, amelyet a barna csík kijelzős megfelelőjének kívántak létrehozni, ám ez végül nem terjedt el), azelőtt pedig a vonalon Ikarus 260 típusú buszok jártak.
2014. június 7-étől a járatot a Volánbusz üzemelteti alacsony padlós MAN Lion’s City autóbuszokkal.
2022. májusától már Mercedes eCitaro is közlekedik.

## Története
1940. október 1-jén indult a 40-es busz a Fővám tér és Budaörs között. (Éjszaka csak a Nagyvásártelepig közlekedett.) A következő év október 6-ától a vonalon a nappali közlekedése megszűnt. November 10-étől már csak a Boráros térről közlekedett Budaörs felé, az erre járó 30-as busz pedig megszűnt. 1944. március 12-étől a 40-es busz gumiabroncs-hiány miatt megszűnt.
1948. július 1-jén a BART indított új autóbuszjáratot 240-es jelzéssel a Móricz Zsigmond körtér és Budaörs között. December 6-án a BSzKRt átvette az üzemeltetését és jelzését 40-esre változtatták.
1957. május 20-án 40A jelzésű járatot indítottak a 27-es busz megszűnő útvonalának pótlására a Móricz Zsigmond körtér és a Budaörsi repülőtér között. A 40-es ekkor a Móricz Zsigmond körtér és Budaörs, Imre utca között járt. 1957. december 30-án a 40A járat a B jelzést és ideiglenes jelleget kapott.
1961. június 19-én indult 40Y jelzéssel a Móricz Zsigmond körtér és Budaörs, MÁV-állomás között. 1963. január 1-jén a 40Y megszűnt, helyette 140Y jelzésű gyorsjáratot indítottak Budaörs, MÁV-állomás és Törökbálint, Munkácsy Mihály utca között. Ugyanekkor állt forgalomba a 140-es jelzésű gyorsjárat is a Kosztolányi Dezső tér és Törökbálint, Munkácsy Mihály utca között, Budaörs érintésével. 1963. július 1-jén a 140Y gyorsjáratot 88-asra nevezték át és alapjáratként közlekedett tovább. 1965. május 1-jétől a 140-es gyorsjáratok az autópályán közlekedtek, majd 1968. augusztus 4-én 72-esre számozták át és ebből a járatból is alapjárat lett, továbbá 140-es jelzéssel munkaszüneti napokon indítottak gyorsjáratot a Móricz Zsigmond körtér és Budaörs, Kötő utca között. Ez a járat december 1-jén megszűnt, majd 1969. április 20-ától november 30-áig újra járt, szintén munkaszüneti napokon. 1970. március 1-jétől újra forgalomba helyezték, ám mint csúcsidői kisegítő járatot. 1970. március 16-án útépítés miatt 40A jelzésű járat közlekedett a Móricz Zsigmond körtér és a Faiskola között, a 140-es gyorsjárat pedig szünetelt. A normál forgalmi rend június 10-én állt vissza a 140-es újraindításával és a 40A megszüntetésével. 1972. március 1-jén a 40-es buszt meghosszabbították Budakeszi, Táncsics Mihály utcáig, korábbi útvonalán a 40A jelzésű buszjárat a Móricz Zsigmond körtérről Budaörs, Kötő utcáig közlekedett.
1977. január 3-án a 140-es gyorsjárat jelzése 40-esre módosult. Július 1-jén a 40-es buszt két járatra bontották: 40-es jelzéssel Budapest és Budaörs, illetve 140-es jelzéssel Budaörs és Budakeszi között közlekedett. Ezzel együtt a Budaörsig közlekedő, 40A jelzésű betétjáratot megszüntették. 1980. augusztus 1-jén 40-es, a 40-es és a 140-es a budaörsi végállomását a Lévai utcához helyezték át. (A buszok a szűk Komáromi utcán keresztül jutottak vissza a Szabadság útra. A felhagyott Kötő utcai forduló helyére 1991-ben benzinkút épült.) 1982. szeptember 1-jén új expresszjárat indult 40E jelzéssel a Móricz Zsigmond körtér és a Budaörs, Lévai utca között. 1989. június 1-jén adták át a jelenlegi végállomást az 1985-ben elkészült Budaörsi lakótelepen, a Szivárvány utca és a Baross utca sarkán, ahová a 40-es, a 40-es, a 40E és a 140-es buszokat is áthelyezték. (2019-ben teljesen megújult. Az eredetileg a város peremére épült terminál környéke 1989 óta teljesen beépült.)
1995. február 28-án kihasználatlanság miatt a 40E jelzésű expresszjáratot és a 140-es buszt megszüntették. 2001. május 1-jén újraindult a 140-es autóbusz, ezúttal a Budaörsi lakótelep és Törökbálint, Bevásárlóközpont között. 2002. január 10-én a 40-es busz BKV+ megjelölést kapott. 2002. május 2-ától ismét közlekedik a 40E busz a Móricz Zsigmond körtér és Budaörs, Patkó utca között, most már az M7-esen. 2002. szeptember 14-én kísérleti jelleggel 40É jelzésű éjszakai járatot indítottak a Móricz Zsigmond körtér és a Budaörsi lakótelep között. 2003. szeptember 1-jén 140E jelzéssel új expresszjárat is közlekedett a Móricz Zsigmond körtér és Budaörs, Törökugrató (Tetra Pak) között. 2005. szeptember 1-jén a 40É jelzésű éjszakai járat a 940-es jelzést kapta.
2008. augusztus 21-én a 40-es autóbusz hétvégi menetei a 240-es, a 40-es a 240E, a 140E pedig a 188E jelzést kapta. 2009. július 1-jétől a 40-es vonalon közlekedő buszokra csak az első ajtónál lehet felszállni.
2009. augusztus 22-étől a 240-es busz Budaörs felé a BAH-csomópont érintése helyett a Nagyszőlős utca felé járt. 2013. február 1-jén 140i jelzésű járatot vezettek be, a Budaörsi lakótelep és Törökbálint, bevásárlóközpont között munkanapokon reggel Budaörs felé, délután Törökbálint felé a Gimnázium érintésével közlekedett.
Az M4-es metró átadásával a 40-es busz útvonala 2014. március 29-én Kelenföld vasútállomásig rövidült, továbbá nem áll meg a Nagyszeben út és a Poprádi út, Jégvirág utca (korábban Neszmélyi út) megállóhelyeken. A 40E szintén Kelenföldig rövidült, a 140i és a 240-es busz megszűnt. A 140-es buszt a Széll Kálmán térig hosszabbították, útvonalán 140A és 140B jelzéssel betétjáratokat is kapott. Június 7-én és 15-én mindegyik budaörsi járat üzemeltetését a Volánbusz vette át.
2015. augusztus 31-étől megosztva közlekedik, a 40B jelzésű kiegészítő járata Budaörsön a Bretzfeld utca - Baross utca útvonalon éri el a lakótelepi közös végállomást. Ekkor a 240E-es busz jelzését 240-esre változtatták, útvonala a Móricz Zsigmond körtér felé módosult, ismét a Villányi úton át közlekedik.
2019. május 11-étől a Rupphegyi útnál és a Madárhegynél is megáll.

## Útvonala
| Budaörsi lakótelep felé |
| Kelenföld vasútállomás M vá. – Koszorúslány utca – aluljáró – Budaörsi út – Budaörs, Budapesti út – Szabadság út – Szivárvány utca – Budaörsi lakótelep vá.                                   |
| Kelenföld vasútállomás felé |
| Budaörsi lakótelep vá. – Szivárvány utca – Szabadság út – Budapesti út – Budapest, Budaörsi út – aluljáró – Lapu utca – autópálya-bevezető – Koszorúslány utca – Kelenföld vasútállomás M vá. |

## Megállóhelyei
Az átszállási kapcsolatok között a 40B járat nincsen feltüntetve.
| 0                                     | Kelenföld vasútállomás M végállomás | 18 | 1, 19, 49 8E, 40E, 53, 58, 87, 87A, 88, 88A, 101B, 101E, 108E, 141, 150, 150B, 153, 154, 172, 173, 187, 188, 188E, 250, 250B, 251, 251A, 251E, 272 689, 691, 710, 712, 715, 720, 722, 724, 725, 727, 731, 732, 734, 735, 736, 760, 762, 763, 764, 767, 770, 774, 775, 778, 779, 798, 799 S10 G10 S12 S30 G30 Z30 S34 S35 S36 S40 G40 Z40 S42 Z42 G43 G44 IC, EC, EN, sebesvonat, gyorsvonat, expresszvonat, |
| 2                                     | Sasadi út                           | 17 | 8E, 40E, 53, 87, 87A, 88, 88A, 108E, 139, 140, 140A, 150, 150B, 153, 154, 172, 173, 187, 188, 188E, 240, 272 731, 764 1172, 1173, 1174, 1175, 1176, 1177, 1183, 1184, 1185, 1188, 1189, 1190, 1193, 1194, 1201, 1205, 1212, 1215, 1216, 1229, 1251, 1253, 1254, 1257, 1268 |
| 5                                     | Gazdagréti út                       | 15 | 8E, 87, 87A, 88, 88A, 139, 140, 140A, 153, 154, 188, 240 |
| 6                                     | Madárhegy                           | 14 | 88, 88A, 140, 140A, 188, 240 |
| 7                                     | Rupphegyi út                        | 13 | 88, 88A, 140, 140A, 188, 240 |
| 8                                     | Felsőhatár utca                     | 12 | 88, 88A, 140, 140A, 188, 240, 289 767 |
| Budapest–Budaörs közigazgatási határa |                                     |    | |
| 9                                     | Tulipán utca                        | 11 | 88, 88A, 140, 140A, 188, 240, 289 |
| 10                                    | Aradi utca                          | 10 | 88, 88A, 140, 140A, 188, 240, 289 |
| 11                                    | Templom tér                         | 8  | 88, 88A, 140, 140A, 188, 240, 288, 289 767 |
| 12                                    | Károly király utca                  | 7  | 40E, 88, 88A, 140, 140A, 188, 240, 287 |
| 13                                    | Kisfaludy utca                      | 6  | 40E, 88, 88A, 140, 140A, 188, 240, 287, 288, 289 |
| 14                                    | Kötő utca                           | 5  | 40E, 88, 88A, 140, 140A, 188, 240, 287 |
| 15                                    | Budaörs, városháza                  | 4  | 40E, 88, 88A, 140, 140A, 188, 240, 287 756, 767 |
| 17                                    | Gimnázium                           | 2  | 40E, 88, 88A, 140, 140A, 188, 188E, 240, 287 755, 756, 767 |
| 18                                    | Patkó utca                          | 1  | 40E, 140, 140A, 240, 287, 289 |
| 19                                    | Budaörsi lakótelep végállomás       | 0  | 40E, 140, 140A, 140B, 240, 287, 288, 289 755 |